# Prothoracibidion plicatithorax
Prothoracibidion plicatithorax là một loài bọ cánh cứng trong họ Cerambycidae.